# Cincloramphus bivittatus
Cincloramphus bivittatus é uma espécie de ave da família Locustellidae.
Pode ser encontrada nos seguintes países:  Indonésia e Timor-Leste.